# Бер, Эрих
Э́рих Бер (нем. Erich Beer; 9 декабря 1946, Нойштадт-Кобург, Бавария, ФРГ) — западногерманский футболист, играл на позиции полузащитника.

## Карьера
Начинал в Нойштаде. Первый профессиональный контракт подписал в 1968 году с «Нюрнбергом». Самая яркие моменты его карьеры прошли в берлинской «Герте». За «Герту» он сыграл 253 игры, забив в них 83 мяча. Одно время часто вызывался в сборную, с которой занял второе место на чемпионате Европы по футболу 1976 года.
Ныне живёт в Мюнхене.